# Unió duanera

Mapa de les diferents unions duaneres
Unió Duanera de la Unió Europea
Unió duanera euroasiàtica
Comunitat de l'Àfrica Oriental
Comunitat Econòmica dels Estats de l'Àfrica Occidental
Unió duanera de Sud-àfrica
Comunitat Econòmica dels Estats d'Àfrica Central
Mercosur
Comunitat Andina de Nacions
Comunitat del Carib
Sistema d'Integració Centreamericana
Consell de Cooperació per als Estats Àrabs del Golf
Suïssa–Liechtenstein

Una unió duanera és una àrea de lliure comerç que a més, estableix una tarifa exterior comuna; és a dir, els estats membres estableixen una política comercial comuna vers els estats que no en són membres. Però, en alguns casos, els estats tenen el dret d'aplicar un sistema de quotes d'importació únic. Un dels propòsits principals per a la creació de les unions duaneres és incrementar l'eficiència econòmica i la unió entre els estats membres.
Si no existís una tarifa única, cada estat tindria una política exterior diferent, i per evitar que un producte d'un estat no-membre entrés a la comunitat comercial per mitjà de l'estat amb la tarifa més baixa, i després fos traslladat a un estat membre que tingués una tarifa superior vers el país d'origen, l'àrea de lliure comerç hauria d'establir regles d'origen específiques i revisions a les fronteres. Per contra, a les unions duaneres amb una tarifa comuna entre tots els estats membres, s'eliminen totes les revisions frontereres entre els estats membres, atès que un producte importat d'un estat no-membre és subjecte a la mateixa tarifa sense tenir en compte el port d'entrada.
La unió duanera va començar a Europa i és una de les formes organitzatives de la integració econòmica. Algunes unions duaneres del món són la Unió Europea o la Comunitat de l'Àfrica Oriental. Al Mercosur, encara que nominalment n'és una, alguns estats membres, com ara l'Uruguai, han signat tractats de lliure comerç amb estats no membres, i les revisions frontereres encara hi són necessàries.

## Efectes econòmics
La unió duanera té efectes econòmics estàtics i dinàmics.

### Efecte estàtic
Hi ha efectes de creació comercial i efectes de desviació comercial.

#### Efecte de creació comercial
- Es refereix als beneficis que generen els productes de producció nacional amb costos de producció més elevats a la producció dels països de la unió duanera amb menors costos. L'efecte de creació comercial normalment es considera un efecte positiu. Això es deu al fet que el cost de producció nacional del país A és superior al cost de producció de les importacions del país A provinents del país B. La unió duanera va fer que el país A renunciés a la producció interna d'algunes mercaderies i el canviés al país B per produir aquestes mercaderies. Des d'una perspectiva mundial, aquest tipus de conversió de producció millora l'eficiència d'assignació de recursos.[1]

#### Efecte de desviació comercial
- Es refereix a la pèrdua produïda quan un producte s'importa des d'un país no membre amb un cost de producció inferior a la producció a un país membre. Aquest és el preu de l'adhesió de la unió duanera.

Quan l'efecte de creació comercial és superior a l'efecte de desviació comercial, l'efecte combinat d'establir la unió duanera als països membres és un benefici net, cosa que significa un augment del nivell de benestar econòmic; en cas contrari, és una pèrdua neta i un descens del nivell de benestar econòmic.

### Efecte dinàmic
La unió duanera també comporta alguns efectes dinàmics. De vegades, aquest efecte dinàmic és més important que el seu efecte estàtic, que té un impacte important en el creixement econòmic dels països membres.
1. El primer efecte dinàmic de la unió duanera és l'efecte de gran mercat (economia d'escala). Amb la creació de la unió duanera es creen bones condicions per a l'exportació mútua de productes entre els països membres. Aquesta expansió del mercat promou el desenvolupament de la producció empresarial, permet als productors ampliar contínuament l'escala de producció, reduir costos, gaudir dels avantatges de les economies d'escala i pot millorar encara més l'externalitat de les empreses dins de l'aliança, especialment per al poder competitiu de les empreses no sòcies. Per tant, el gran efecte de mercat creat per la unió duanera ha desencadenat la realització d'economies d'escala.
2. La creació de la unió duanera ha promogut la competència entre empreses dels països membres. Abans que els estats membres formessin una unió duanera, molts sectors havien format monopolis nacionals i diverses empreses havien ocupat el mercat intern durant molt de temps i havien obtingut beneficis excessius pel monopoli. Per tant, no és convenient per a la assignació de recursos i el progrés tecnològic dels diversos països. Després de la formació de la unió duanera, a causa de l'obertura mútua dels mercats dels diferents països, les empreses s'enfronten a la competència d'empreses similars d'altres països membres. Com a resultat, per obtenir una posició favorable a la competència, les empreses augmentaran inevitablement les inversions en recerca i desenvolupament i reduiran contínuament els costos de producció, creant així una forta atmosfera competitiva dins de l'aliança, millorant l'eficiència econòmica i promovent el progrés tecnològic.[2]
3. La creació d'una unió duanera ajuda a atreure inversions externes. La creació d'una unió duanera implica l'exclusió dels productes dels estats no membres. Per contrarestar aquests efectes negatius, els països externs a l'aliança poden transferir empreses a alguns països de la unió duanera per produir i vendre directament localment per tal de superar les barreres aranzelàries i tarifàries. Això genera entrades de capital que acompanyen la transferència de producció, atraient inversió directa estrangera.